# Banuaju Barat
Banuaju Barat is een bestuurslaag in het regentschap Sumenep van de provincie Oost-Java, Indonesië. Banuaju Barat telt 2464 inwoners (volkstelling 2010).